# Părva profesionalna futbolna liga 2022-2023
La Părva profesionalna futbolna liga 2022-2023, anche conosciuta come Efbet Liga per ragioni di sponsorizzazione, è stata la 99ª edizione della massima serie del campionato bulgaro di calcio, la 78ª disputata sotto la formula di un campionato di lega, iniziata l'8 luglio 2022 e terminata nel giugno 2023. Il Ludogorec, squadra campione in carica, si è riconfermata in questa stagione, vincendo il titolo per la dodicesima volta nella sua storia, il dodicesimo consecutivamente.

## Stagione

### Novità
A partire da quest'anno, il numero delle squadre partecipanti è aumentato da 14 a 16. Nella stagione precedente l'unica retrocessa è stato il Carsko Selo. Lo Spartak Varna, prima classificata in Vtora liga, è stato promosso in massima serie insieme al Septemvri Sofia, seconda classificata e all'Hebăr Pazardžik, terza classificata. Il Botev Vraca ha vinto lo spareggio promozione-retrocessione contro l'Etăr, mantenendo così il posto in massima serie.

### Formula
Le 16 squadre partecipanti si affrontano in una prima fase con gare di andata-ritorno, per un totale di 32 giornate. Al termine della prima fase, le prime sei squadre classificate si qualificano per i play-off, in cui si scontrano in gare di sola andata; le squadre classificate dal 7º al 10º posto si qualificano per i play-off di Europa Conference League, dove si affrontano in gare di andata e ritorno, per un totale di ulteriori 6 giornate; infine, le squadre dall'11º al 16º si qualificano per i play-out, scontrandosi tra di loro in gare di andata e ritorno.

Al termine della stagione la squadra campione si qualifica per il primo turno di qualificazione della UEFA Champions League 2023-2024. La squadra classificata al secondo posto si qualifica per il secondo turno di qualificazione della UEFA Europa Conference League 2023-2024. La vincente dei Play-off Europa Conference League affronta la terza classificata nel girone dei Play-off per un ulteriore posto in Europa Conference League. La penultima classificata disputa uno spareggio promozione retrocessione contro la seconda classificata in Vtora Liga. L'ultima classificate nel girone dei play-out retrocede direttamente in Vtora liga.

## Squadre partecipanti
| Club              | Città        | Stadio                        | Stagione precedente    |
| ----------------- | ------------ | ----------------------------- | ---------------------- |
| Arda Kărdžali     | Kărdžali     | Arena Arda                    | 10º posto in PPFL      |
| Beroe             | Stara Zagora | Stadio Beroe                  | 8º posto in PPFL       |
| Botev Plovdiv     | Plovdiv      | Stadio Hristo Botev, Plovdiv  | 3º posto in PPFL       |
| Botev Vraca       | Vraca        | Stadio Hristo Botev, Vraca    | 13º posto in PPFL      |
| Černo More Varna  | Varna        | Stadio Tiča                   | 4º posto in PPFL       |
| CSKA 1948 Sofia   | Sofia        | Stadio nazionale Vasil Levski | 9º posto in PPFL       |
| CSKA Sofia        | Sofia        | Stadio dell'Esercito bulgaro  | 2º posto in PPFL       |
| Hebăr Pazardžik   | Pazardžik    | Stadio Georgi Benkovski       | 3º posto in Vtora Liga |
| Levski Sofia      | Sofia        | Stadio Georgi Asparuhov       | 5º posto in PPFL       |
| Lokomotiv Plovdiv | Plovdiv      | Stadio Lokomotiv, Plovdiv     | 7º posto in PPFL       |
| Lokomotiv Sofia   | Sofia        | Stadio Lokomotiv, Sofia       | 12º posto in PPFL      |
| Ludogorec         | Razgrad      | Ludogorec Arena               | 1º posto in PPFL       |
| Pirin Blagoevgrad | Blagoevgrad  | Stadio Hristo Botev           | 11º posto in PPFL      |
| Septemvri Sofia   | Sofia        | Stadio nazionale Vasil Levski | 2º posto in Vtora Liga |
| Slavia Sofia      | Sofia        | Stadio Slavia                 | 6º posto in PPFL       |
| Spartak Varna     | Varna        | Stadio Spartak                | 1º posto in Vtora Liga |

## Allenatori
| Club              | Allenatore        |
| ----------------- | ----------------- |
| Arda Kărdžali     | Aleksandăr Tunčev |
| Beroe             | Petar Hubchev     |
| Botev Plovdiv     | Željko Kopic      |
| Botev Vraca       | Rosen Kirilov     |
| Černo More Varna  | Ilian Iliev       |
| CSKA 1948 Sofia   | Ljuboslav Penev   |
| CSKA Sofia        | Saša Ilić         |
| Hebăr Pazardžik   | Fulvio Pea        |
| Levski Sofia      | Stanimir Stoilov  |
| Lokomotiv Plovdiv | Aleksandăr Tomaš  |
| Lokomotiv Sofia   | Stanislav Genčev  |
| Ludogorec         | Ante Šimundža     |
| Pirin Blagoevgrad | Krasimir Petrov   |
| Septemvri Sofia   | Slavko Matić      |
| Slavia Sofia      | Zlatomir Zagorčić |
| Spartak Varna     | Vasil Petrov      |

## Prima fase

### Classifica
|  | Pos. | Squadra           | Pt | G  | V  | N | P  | GF | GS | DR  |
|  | ---- | ----------------- | -- | -- | -- | - | -- | -- | -- | --- |
|  | 1.   | Ludogorec         | 74 | 30 | 23 | 5 | 2  | 72 | 21 | +51 |
|  | 2.   | CSKA Sofia        | 73 | 30 | 23 | 4 | 3  | 57 | 14 | +43 |
|  | 3.   | CSKA 1948 Sofia   | 59 | 30 | 17 | 8 | 5  | 49 | 22 | +27 |
|  | 4.   | Levski Sofia      | 54 | 30 | 15 | 9 | 6  | 38 | 14 | +24 |
|  | 5.   | Černo More Varna  | 53 | 30 | 15 | 8 | 7  | 36 | 27 | +9  |
|  | 6.   | Lokomotiv Plovdiv | 50 | 30 | 14 | 8 | 8  | 33 | 28 | +5  |
|  | 7.   | Slavia Sofia      | 49 | 30 | 15 | 4 | 11 | 31 | 27 | +4  |
|  | 8.   | Arda Kărdžali     | 42 | 30 | 11 | 9 | 10 | 33 | 32 | +1  |
|  | 9.   | Lokomotiv Sofia   | 38 | 30 | 10 | 8 | 12 | 32 | 38 | -6  |
|  | 10.  | Botev Plovdiv     | 32 | 30 | 9  | 5 | 16 | 38 | 40 | -2  |
|  | 11.  | Botev Vraca       | 28 | 30 | 7  | 7 | 16 | 23 | 55 | -32 |
|  | 12.  | Beroe             | 27 | 30 | 7  | 6 | 17 | 26 | 47 | -21 |
|  | 13.  | Pirin Blagoevgrad | 24 | 30 | 5  | 9 | 16 | 21 | 39 | -18 |
|  | 14.  | Hebăr Pazardžik   | 23 | 30 | 6  | 5 | 19 | 19 | 51 | -32 |
|  | 15.  | Septemvri Sofia   | 22 | 30 | 5  | 7 | 18 | 25 | 45 | -20 |
|  | 16.  | Spartak Varna     | 17 | 30 | 3  | 8 | 19 | 27 | 60 | -33 |

Legenda:
      Ammesse ai Play-off
      Ammesse ai Play-off Europa Conference League
      Ammesse ai Play-out
Regolamento:
Tre punti a vittoria, uno a pareggio, zero a sconfitta.

### Risultati

#### Tabellone
|                   | Ard  | Ber  | BPl  | BVr  | ČMo  | C48  | CSK  | Heb  | Lev  | LPl  | LSo  | Lud  | Pir  | Sep  | Sla  | Spa  |
| ----------------- | ---- | ---- | ---- | ---- | ---- | ---- | ---- | ---- | ---- | ---- | ---- | ---- | ---- | ---- | ---- | ---- |
| Arda Kărdžali     | –––– | 1-0  | 2-1  | 1-1  | 2-2  | 0-1  | 1-3  | 1-0  | 0-3  | 5-0  | 2-2  | 1-2  | 0-0  | 3-2  | 1-0  | 2-0  |
| Beroe             | 2-0  | –––– | 1-1  | 2-1  | 0-2  | 1-3  | 1-4  | 0-2  | 0-1  | 2-0  | 1-1  | 0-4  | 1-0  | 1-2  | 0-1  | 3-1  |
| Botev Plovdiv     | 0-2  | 1-0  | –––– | 6-0  | 3-4  | 2-0  | 0-1  | 0-1  | 0-1  | 1-1  | 0-0  | 0-2  | 3-1  | 3-1  | 1-0  | 1-1  |
| Botev Vraca       | 0-0  | 2-0  | 3-2  | –––– | 0-2  | 1-0  | 0-4  | 0-0  | 0-2  | 0-1  | 2-1  | 0-4  | 0-0  | 0-0  | 1-0  | 1-0  |
| Černo More        | 1-1  | 1-1  | 1-2  | 1-0  | –––– | 0-0  | 0-2  | 1-0  | 0-0  | 2-1  | 2-1  | 2-3  | 1-0  | 3-0  | 1-0  | 3-2  |
| CSKA 1948 Sofia   | 1-0  | 4-0  | 2-1  | 5-2  | 0-0  | –––– | 0-1  | 2-0  | 1-0  | 1-0  | 2-0  | 2-2  | 2-1  | 1-0  | 0-1  | 2-0  |
| CSKA Sofia        | 3-0  | 5-1  | 3-1  | 5-1  | 1-0  | 2-1  | –––– | 4-0  | 0-0  | 1-1  | 0-0  | 0-1  | 2-1  | 1-0  | 2-0  | 1-0  |
| Hebăr Pazardžik   | 0-1  | 1-1  | 1-2  | 0-2  | 0-1  | 0-1  | 0-4  | –––– | 0-2  | 1-2  | 3-2  | 1-3  | 0-0  | 1-3  | 0-3  | 0-0  |
| Levski Sofia      | 2-0  | 1-0  | 1-0  | 2-0  | 0-1  | 0-0  | 2-0  | 4-0  | –––– | 1-1  | 1-0  | 0-0  | 1-0  | 2-0  | 1-2  | 5-0  |
| Lokomotiv Plovdiv | 1-0  | 0-0  | 1-0  | 0-0  | 3-0  | 1-3  | 0-1  | 2-1  | 1-0  | –––– | 1-0  | 2-3  | 2-1  | 2-1  | 3-0  | 3-1  |
| Lokomotiv Sofia   | 1-1  | 1-2  | 2-0  | 1-0  | 0-1  | 0-6  | 1-1  | 1-4  | 3-2  | 0-0  | –––– | 1-0  | 2-0  | 1-1  | 1-0  | 3-2  |
| Ludogorec         | 1-1  | 2-1  | 1-0  | 8-1  | 3-2  | 1-1  | 2-1  | 6-0  | 0-0  | 2-0  | 1-0  | –––– | 0-1  | 3-1  | 2-1  | 5-0  |
| Pirin Blagoevgrad | 1-1  | 0-0  | 2-4  | 2-1  | 0-1  | 1-1  | 0-1  | 2-0  | 1-1  | 0-0  | 0-1  | 0-4  | –––– | 1-4  | 1-2  | 3-1  |
| Septemvri Sofia   | 0-1  | 3-1  | 2-1  | 1-1  | 0-0  | 1-3  | 0-1  | 1-1  | 0-0  | 0-1  | 0-3  | 0-3  | 0-1  | –––– | 1-2  | 1-1  |
| Slavia Sofia      | 1-0  | 2-0  | 0-0  | 2-1  | 1-0  | 1-1  | 0-2  | 0-1  | 2-1  | 1-1  | 2-1  | 1-2  | 2-0  | 1-0  | –––– | 2-2  |
| Spartak Varna     | 1-3  | 0-4  | 3-2  | 2-1  | 0-0  | 3-3  | 0-1  | 0-1  | 2-2  | 0-2  | 1-2  | 1-2  | 1-1  | 2-0  | 0-1  | –––– |

## Seconda fase

### Play-off

#### Classifica finale
|                     | Pos. | Squadra           | Pt | G  | V  | N  | P  | GF | GS | DR  |
| ------------------- | ---- | ----------------- | -- | -- | -- | -- | -- | -- | -- | --- |
| Bulgaria (bandiera) | 1.   | Ludogorec         | 85 | 35 | 26 | 7  | 2  | 81 | 27 | +54 |
|                     | 2.   | CSKA Sofia        | 84 | 35 | 26 | 6  | 3  | 65 | 17 | +48 |
|                     | 3.   | CSKA 1948 Sofia   | 64 | 35 | 17 | 13 | 5  | 55 | 28 | +27 |
|                     | 4.   | Levski Sofia      | 61 | 35 | 17 | 10 | 8  | 47 | 22 | +25 |
|                     | 5.   | Lokomotiv Plovdiv | 54 | 35 | 15 | 9  | 11 | 35 | 34 | +1  |
|                     | 6.   | Černo More Varna  | 54 | 35 | 15 | 9  | 11 | 39 | 35 | +4  |

Legenda:
      Campione di Bulgaria e ammessa al primo turno di qualificazione della UEFA Champions League 2023-2024
      Ammessa al secondo turno di qualificazione della UEFA Europa Conference League 2023-2024
 Ammessa allo spareggio per l'UEFA Europa Conference League 2023-2024
Regolamento:
Tre punti per la vittoria, uno per il pareggio, zero per la sconfitta.

#### Risultati
|                   | ČMV  | C48  | CSK  | Lev  | Lud  | LPl  |
| ----------------- | ---- | ---- | ---- | ---- | ---- | ---- |
| Černo More Varna  | –––– | 1-1  |      |      | 0-1  |      |
| CSKA 1948 Sofia   |      | –––– |      | 2-2  | 2-2  | 0-0  |
| CSKA Sofia        | 2-0  | 1-1  | –––– |      |      | 1-0  |
| Levski Sofia      | 2-1  |      | 0-2  | –––– |      |      |
| Ludogorec         |      |      | 2-2  | 3-2  | –––– | 1-0  |
| Lokomotiv Plovdiv | 2-1  |      |      | 0-3  |      | –––– |

### Play-off Europa Conference League

#### Classifica finale
|  | Pos. | Squadra         | Pt | G  | V  | N  | P  | GF | GS | DR  |
|  | ---- | --------------- | -- | -- | -- | -- | -- | -- | -- | --- |
|  | 7.   | Arda Kărdžali   | 58 | 32 | 11 | 8  | 13 | 30 | 33 | -3  |
|  | 8.   | Slavia Sofia    | 58 | 32 | 11 | 8  | 13 | 51 | 45 | +6  |
|  | 9    | Lokomotiv Sofia | 42 | 32 | 9  | 11 | 12 | 36 | 43 | -7  |
|  | 10.  | Botev Plovdiv   | 36 | 32 | 8  | 11 | 13 | 38 | 51 | -13 |

Legenda:
 Ammessa allo spareggio per l'UEFA Europa Conference League 2023-2024
Regolamento:
Tre punti per la vittoria, uno per il pareggio, zero per la sconfitta.

#### Risultati
|                 | AKă  | BPl  | LSo  | Sla  |
| --------------- | ---- | ---- | ---- | ---- |
| Arda Kărdžali   | –––– | 2-1  | 3-0  | 3-2  |
| Botev Plovdiv   | 0-3  | –––– | 0-2  | 0-0  |
| Lokomotiv Sofia | 1-3  | 1-2  | –––– | 1-1  |
| Slavia Sofia    | 0-0  | 1-0  | 2-0  | –––– |

### Spareggio Europa Conference League
|              | Risultati |               | Luogo e data          |
| ------------ | --------- | ------------- | --------------------- |
| Levski Sofia | 2-0       | Arda Kărdžali | Sofia, 10 giugno 2023 |

### Play-out

#### Classifica finale
|  | Pos. | Squadra           | Pt | G  | V | N  | P  | GF | GS | DR  |
|  | ---- | ----------------- | -- | -- | - | -- | -- | -- | -- | --- |
|  | 11.  | Pirin Blagoevgrad | 34 | 35 | 8 | 10 | 17 | 28 | 43 | -15 |
|  | 12.  | Hebăr Pazardžik   | 32 | 35 | 9 | 5  | 21 | 30 | 59 | -29 |
|  | 13.  | Botev Vraca       | 32 | 35 | 8 | 8  | 19 | 29 | 64 | -35 |
|  | 14.  | Beroe             | 32 | 35 | 8 | 8  | 19 | 31 | 54 | -23 |
|  | 15.  | Septemvri Sofia   | 28 | 35 | 7 | 7  | 21 | 31 | 52 | -21 |
|  | 16.  | Spartak Varna     | 25 | 35 | 5 | 10 | 20 | 32 | 65 | -33 |

Legenda:
 Ammessa allo Spareggio promozione-retrocessione.
      Retrocesse in Vtora Liga 2023-2024
Regolamento:
Tre punti per la vittoria, uno per il pareggio, zero per la sconfitta.

#### Risultati
|                   | Ber  | BVr  | Heb  | Pir  | Sep  | Spa  |
| ----------------- | ---- | ---- | ---- | ---- | ---- | ---- |
| Beroe             | –––– |      |      | 1-1  | 2-0  | 1-1  |
| Botev Vraca       | 2-0  | –––– | 2-3  |      |      | 1-1  |
| Hebăr Pazardžik   | 3-1  |      | –––– |      | 3-1  |      |
| Pirin Blagoevgrad |      | 2-0  | 2-1  | –––– |      | 2-0  |
| Septemvri Sofia   |      | 3-1  |      | 2-0  | –––– |      |
| Spartak Varna     |      |      | 2-1  |      | 1-0  | –––– |

### Spareggio promozione-retrocessione
|       | Risultati |          | Luogo e data                  |
| ----- | --------- | -------- | ----------------------------- |
| Beroe | 1 - 0     | Sportist | Veliko Tărnovo, 9 giugno 2023 |

## Statistiche

### Squadre

#### Capoliste solitarie
|    | —— | —— | —— | —— | ——              | ——              | ——              | ——              | ——  | ——  | ——        | ——        | ——        | ——   | ——   | ——   | ——   | ——   | ——   | ——   | ——   | ——   | ——   | ——   | ——   | ——   | ——        | ——        | ——        | —— |  |
|    |    |    |    | LP | CSKA 1948 Sofia | CSKA 1948 Sofia | CSKA 1948 Sofia | CSKA 1948 Sofia |     |     | CSKA 1948 | CSKA 1948 | CSKA 1948 | CSKA | CSKA | CSKA | CSKA | CSKA | CSKA | CSKA | CSKA | CSKA | CSKA | CSKA | CSKA | CSKA | Ludogorec | Ludogorec | Ludogorec |    |  |
|    |    |    |    |    |                 |                 |                 |                 |     |     |           |           |           |      |      |      |      |      |      |      |      |      |      |      |      |      |           |           |           |    |  |
|    |    |    |    |    |                 |                 |                 |                 |     |     |           |           |           |      |      |      |      |      |      |      |      |      |      |      |      |      |           |           |           |    |  |
| 1ª | 2ª | 3ª | 4ª | 5ª | 6ª              | 7ª              | 8ª              | 9ª              | 10ª | 11ª | 12ª       | 13ª       | 14ª       | 15ª  | 16ª  | 17ª  | 18ª  | 19ª  | 20ª  | 21ª  | 22ª  | 23ª  | 24ª  | 25ª  | 26ª  | 27ª  | 28ª       | 29ª       | 30ª       |    |  |

### Individuali

#### Classifica marcatori
| Gol |  |  | Giocatore          | Squadra       |
| --- |  |  | ------------------ | ------------- |
| 21  |  |  | Ivajlo Čočev       | CSKA 1948     |
| 18  |  |  | Duckens Nazon      | CSKA Sofia    |
| 15  |  |  | Igor Thiago        | Ludogorec     |
| 14  |  |  | Antoine Baroan     | Botev Plovdiv |
| 14  |  |  | Kiril Despodov     | Ludogorec     |
| 12  |  |  | Matías Tissera     | Ludogorec     |
| 10  |  |  | Aboubacar Toungara | Beroe         |
| 10  |  |  | Maurício Garcez    | CSKA Sofia    |
| 8   |  |  | Bernard Tekpetey   | Ludogorec     |
| 9   |  |  | Brayan Perea       | Botev Vratsa  |
| 9   |  |  | Brayan Moreno      | CSKA Sofia    |
| 9   |  |  | Ricardinho Viana   | Levski Sofia  |